# Rachel Ann Nunes
Rachel Ann Nunes (nascida em Provo, Utah em 7 de maio de 1966) é uma escritora dos Estados Unidos. Ela é autora de dois livros premiados: Filha de um rei e O Segredo do Rei. O livro Filha de um rei foi eleito o melhor livro infantil do ano de 2003 pela Associação dos Livreiros Independentes Santos dos Últimos Dias. Seu livro O Segredo do Rei foi escolhido pela Comissão do Governador de Utah sobre Alfabetização para ser atribuído a todas as escolas de Utah como parte da grade curricular infantil do estado.

## Livros
- Ariana: The Making of a Queen (1996)
- Ariana: A Gift Most Precious (1997)
- Ariana: A New Beginning (1998)
- A Bid for Love (1998)
- Ariana: A Glimpse of Eternity (1999)
- Framed for Love (1999)
- To Love and to Promise (1999)
- Love on the Run (2000)
- A Greater Love (2000)
- Tomorrow and Always (2000)
- This Time Forever (2001)
- This Very Moment (2001)
- Bridge to Forever (2001)
- Daughter of a King (2001)
- Ties That Binds (2002)
- Twice in a Lifetime (2002)
- A Heartbeat Away (2003)
- Where I Belong (2003)
- In Your Place (2004)
- Winter Fire (2005)
- Secret of the King (2005)
- No Longer Strangers (2005)
- Chasing Yesterday (2006)
- By Morning Light (2006)
- The Independence Club (2006)
- Flying Home (2007)
- Fields of Home (2008)
- Eyes of a Stranger (2008)
- Saving Madeline (2009)
- Imprints, An Autumn Rain Novel (2010)
- The Problem with Spaceships, Zero G (ebook, 2011)
- Shades of Gray, An Autumn Rain Novel (2011)
- The Gift of Angels (2012)
- Before I Say Goodbye (2011)
- Tell Me No Lies (ebook, 2012)
- Final Call, An Autumn Rain Novel (2012)
- Line of Fire, An Autumn Rain Novel (2012)